# 롤로 주아이
롤로 주아이(Lolo Zouaï, 1995년 3월 5일 ~ )는 프랑스, 알제리계 미국의 싱어송라이터, 프로듀서이다.

## 음반 목록

### 정규 음반
- High Highs to Low Lows (2019)

### EP
- Ocean Beach (2019)